# Corriere Lombardo
Il Corriere Lombardo è stato uno dei quotidiani più influenti nella Milano del dopoguerra. Giornale del pomeriggio, fu pubblicato dal 1945 al 1966. Tra il 21 settembre 1947 e il 30 giugno 1948 ebbe anche un'edizione mattutina, il Corriere di Milano.

## Storia
Nei giorni immediatamente successivi all'entrata degli Alleati a Milano (27 aprile 1945), il Comitato di Liberazione Nazionale (CLN) impone la chiusura di tutti i quotidiani compromessi con la Repubblica Sociale Italiana. Nei primi mesi dopo la Liberazione si possono stampare solo i giornali autorizzati dal governo militare alleato. 

Il 2 maggio esce nelle edicole il Giornale lombardo. Fondatore è il responsabile per le pubblicazioni nel Nord Italia del Psychological Warfare Branch, l'ufficiale inglese Michael Noble. 
Fanno parte della redazione: Gaetano Afeltra, Dino Buzzati, Benso Fini (già redattore capo del Corriere della Sera, padre di Massimo) e Bruno Fallaci (già redattore capo dell'edizione pomeridiana del Corriere, zio di Oriana). In seguito si aggiungono Giancarlo Vigorelli, Domenico Bartoli e Guido Piovene. Il Giornale Lombardo è un quotidiano del pomeriggio; viene stampato nella tipografia che appartenne al quotidiano Il Popolo d'Italia, chiuso il 26 luglio 1943.
Il 21 luglio esce l'ultimo numero: finisce la gestione dell'amministrazione anglo-americana. Edgardo Sogno, ex capo partigiano, prende in gestione il quotidiano, che cambia denominazione per assumere quella definitiva di Corriere Lombardo (30 luglio 1945). Sogno apporta finanziamenti provenienti da: Rizzoli, Edison, Fiat, Snia e Montecatini. È il primo direttore della nuova testata; gli succedette Angelo Magliano dal 2 luglio 1946 al 31 agosto 1947.
Dal 1946 al 1947 il Corriere pubblicò un inserto settimanale, il Sabato del Lombardo. Nell'agosto 1947 la gestione della testata viene rilevata dall'Editoriale Giornali e Riviste (dal 1949 «Nuova Editoriale Regionale»). Il 21 settembre il giornale raddoppia: all'edizione principale, che esce nel pomeriggio, viene affiancata un'edizione mattutina, che esce sotto la testata Corriere di Milano. L'iniziativa ha breve durata venendo chiusa il 30 giugno 1948. Il Corriere continua ad uscire con l'edizione pomeridiana.
Nel 1961 il giornale viene acquistato da Carlo Pesenti, proprietario del quotidiano La Notte. Il nuovo editore tenta di rilanciare il Corriere (che stampa appena 80 000 copie), ma non riesce a salvarlo dalla crisi.

Nel 1966 Pesenti decide di chiudere il quotidiano. Nel marzo dello stesso anno il Corriere Lombardo cessa le pubblicazioni. La redazione viene assorbita da La Notte. Il direttore Egidio Sterpa si trasferisce al Corriere della Sera; l'ex direttore Benso Fini trova ospitalità al settimanale «Il Borghese».
Appena un mese prima pubblicò il suo ultimo scoop: con il titolo «Scandalo al Parini» apparso in prima pagina, il 22 febbraio fece scoppiare il «caso Zanzara».

## Manifestazioni
Nel 1958 il giornale crea la «Sei giorni della canzone», Festival canoro abbinato alla Sei giorni ciclistica. Della manifestazione vengono organizzate tre edizioni.

## Direttori
Giornale Lombardo
- Michael Noble (2 maggio - 21 luglio 1945)

Corriere Lombardo
- Edgardo Sogno (30 luglio 1945 - 1º luglio 1946)
- Angelo Magliano (2 luglio 1946 - 31 agosto 1947)
- Hermes Gagliardi (1-21 settembre 1947)
- Filippo Sacchi (22 settembre 1947 - 30 giugno 1948)
- Benso Fini (1º luglio 1948 - 15 agosto 1961)
- Egidio Sterpa (17 agosto 1961 - 31 marzo 1966)

## Principali collaboratori
- Bruno Castellino (1945) - vincitore di un Premio Saint-Vincent per il giornalismo
- Tommaso Besozzi (1945)
- Emilio Radius (1945)
- Arrigo Benedetti (1945, critico letterario)
- Dino Buzzati
- Eugen Coșeriu (cronaca d'arte)
- Augusto Del Noce
- Nino Nutrizio (caposervizio allo sport fino al 1952)
- Vittorio Notarnicola
- Pietro Ghilarducci
- Vinicio Congiu (vincitore del Premio Saint-Vincent)
- Alessandro Minardi (caporedattore)
- Filippo Raffaelli
- Sandro Angiolini
- Alberto Cavallari
- Danilo Sarugia
- Giovanni Titta Rosa
- Gian Battista Colombo
- Enzo De Mitri (anni sessanta, fino al 1966)
- Ferruccio Berbenni[4]
- Carlo Maria Pensa